# Triphleba pachyneura
Triphleba pachyneura är en tvåvingeart som först beskrevs av Friedrich Hermann Loew 1866.  Triphleba pachyneura ingår i släktet Triphleba och familjen puckelflugor. Inga underarter finns listade i Catalogue of Life.